# 巫溪博物馆
巫溪博物馆 （英語：Wuxi Museum）是位于重庆市巫溪县博物馆。

## 历史
2018年1月10日建成开馆，位于重庆市巫溪县柏杨街道春申大道167号，建筑面积2,770平方米，共有五个展厅，展厅面积1,618平方米，馆藏文物191件，馆内有复原的荆竹坝崖棺群。

## 营业时间
- 周二至周日：上午九点至下午五点
- 周一闭馆